# Артемьевцы
Артемьевцы (удм. Иннакейпочинка) — деревня в Якшур-Бодьинском районе Удмуртской Республики Российской Федерации.  Согласно данным Всероссийской переписи населения 2021 года в деревне никто не проживает.

## География
Деревня находится в центральной части республики, на северо-западе района, в зоне хвойно-широколиственных лесов, в 5,7 км от села Старые Зятцы.

### Климат
Климат характеризуется как умеренно континентальный, с продолжительной холодной многоснежной зимой и относительно коротким тёплым летом. Среднегодовая многолетняя температура воздуха составляет 2,4 °С Средняя температура воздуха самого тёплого месяца (июля) — 18 °C (абсолютный максимум — 36,6 °C); самого холодного (января) — −15 °C (абсолютный минимум — −47,5 °C). Среднегодовое количество атмосферных осадков составляет 532 мм, из которых большая часть выпадает в тёплый период.

## История
Входила в состав Старозятцинского сельского поселения, упраздненного Законом Удмуртской Республики от 11.05.2021 № 43-РЗ к 25 мая 2021 года.

## Население
| 2010 | 2012 |
| ---- | ---- |
| 4    | ↘2   |

### Национальный состав
Согласно результатам переписи 2002 года, в национальной структуре населения удмурты составляли  80 % из  5 чел.

## Инфраструктура
Личное подсобное хозяйство.

## Транспорт
Деревня доступна автотранспортом.